# Manh phớt hồng
Manh phớt hồng (tên khoa học: Anthus roseatus) là một loài chim trong họ Motacillidae.